# Kowary
Kowary (germană Schmiedeberg im Riesengebirge) este un oraș în Polonia.